# Dan Henderson
Daniel Jeffery Henderson (n. 24 august 1970) este un fost luptător de arte marțiale mixte și luptător olimpic american, care a luptat ultima dată în UFC la categoria mijlocie. A fost ultimul campion la categoria semigrea din Strikeforce.

## Campionate și realizări

### Arte Marțiale Mixte
- Ultimate Fighting Championship
  - UFC 17 Middleweight Tournament Championship
  - Fight of the Night (4 ori)
  - Knockout of the Night (o dată)
  - Performance of the Night (2 ori)
  - 2011 Fight of the Year vs. Maurício Rua on November 19[3]
  - Cel mai bătrân luptător în a lupta pentru un titlu în UFC (46 de ani)
- Pride Fighting Championships
  - Pride Middleweight Championship (O dată; Ultimul)
  - Pride Welterweight Championship (O dată; Primul; Ultimul)
  - Campion Pride Welterweight Grand Prix 2005
  - Primul luptător în a câștiga centuri în douo categori diferite în PRIDE
  - Primul luptător în a deține douo centuri în același timp în PRIDE
  - Unul dintr-e cei doi luptători care au câștigat turnee în Pride FC și UFC
- Strikeforce
  - Strikeforce Light Heavyweight Championship (O dată, Ultimul)
  - Cel mai bătrân luptător în a câștiga un titlu în Strikeforce (40 de ani, 194 zile)
- Fighting Network RINGS
  - RINGS King of Kings 1999 Tournament Winner
- Brazil Open Fight
  - Brazil Open 1997 Lightweight Tournament Winner
- World MMA Awards
  - 2009 Knockout of the Year vs. Michael Bisping on July 11
- ESPN
  - 2011 Fight of the Year vs. Maurício Rua on November 19
  - 2011 Round of the Year vs. Maurício Rua on November 19; Round 1
- Sherdog
  - 2011 All-Violence Second Team[4]
- Inside MMA
  - 2011 Fight of the Year Bazzie Award vs. Maurício Rua on November 19
- Wrestling Observer Newsletter
  - 2011 Fight of the Year vs. Maurício Rua on November 19
- MMAFighting
  - 2011 Fight of the Year vs. Maurício Rua on November 19
- Yahoo! Sports
  - 2011 Fight of the Year vs. Maurício Rua on November 19
  - 2009 Knockout of the Year vs. Michael Bisping on July 11[5]
- FIGHT! Magazine
  - 2009 Knockout of the Year vs. Michael Bisping on July 11[6]
- Bleacher Report
  - 2009 Knockout of the Year vs. Michael Bisping on July 11
- Black Belt Magazine
  - 2007 MMA Fighter of the Year[7]

| width="50%" align="left" valign="top" |

## Rezultate în arte marțiale mixte
| Rezultate profesioniste |             |               |
| 49 meciuri              | 34 victorii | 15 înfrângeri |
| Prin knockout           | 18          | 3             |
| Prin predare            | 2           | 4             |
| La puncte               | 14          | 8             |

| Rezultat   | La general | Adversar                 | Metodă                                           | Eveniment                                | Data               | Runda | Timp  | Locația                        | Note                                                                               |
| ---------- | ---------- | ------------------------ | ------------------------------------------------ | ---------------------------------------- | ------------------ | ----- | ----- | ------------------------------ | ---------------------------------------------------------------------------------- |
| Înfrângere | 32–15      | Michael Bisping          | Decizie (unanim)                                 | UFC 204                                  | 8 octombrie 2016   | 5     | 5:00  | Manchester, Anglia             | For the UFC Middleweight Championship. Fight of the Night.                         |
| Victorie   | 32–14      | Hector Lombard           | KO (head kick and elbows)                        | UFC 199                                  | 04 iunie 2016      | 2     | 1:27  | Inglewood, California, SUA     | Performance of the Night.                                                          |
| Înfrângere | 31–14      | Vitor Belfort            | KO (head kick and punches)                       | UFC Fight Night: Belfort vs. Henderson 3 | 7 noiembrie 2015   | 1     | 2:07  | São Paulo, Brazilia            |                                                                                    |
| Victorie   | 31–13      | Tim Boetsch              | KO (punches)                                     | UFC Fight Night: Boetsch vs. Henderson   | 6 iunie 2015       | 1     | 0:28  | New Orleans, Louisiana, SUA    |                                                                                    |
| Înfrângere | 30–13      | Gegard Mousasi           | TKO (punches)                                    | UFC on Fox: Gustafsson vs. Johnson       | 24 ianuarie 2015   | 1     | 1:10  | Stockholm, Suedia              | Return to Middleweight.                                                            |
| Înfrângere | 30–12      | Daniel Cormier           | Technical Submission (rear-naked choke)          | UFC 173                                  | 24 mai 2014        | 3     | 3:53  | Las Vegas, Nevada, SUA         |                                                                                    |
| Victorie   | 30–11      | Maurício Rua             | KO (punches)                                     | UFC Fight Night: Shogun vs. Henderson 2  | 23 martie 2014     | 3     | 1:31  | Natal, Brazilia                | Performance of the Night. Fight of the Night.                                      |
| Înfrângere | 29–11      | Vitor Belfort            | KO (punch and head kick)                         | UFC Fight Night: Belfort vs. Henderson   | 9 noiembrie 2013   | 1     | 1:17  | Goiânia, Brazilia              |                                                                                    |
| Înfrângere | 29–10      | Rashad Evans             | Decizie (split)                                  | UFC 161                                  | 15 iunie 2013      | 3     | 5:00  | Winnipeg, Manitoba, Canada     |                                                                                    |
| Înfrângere | 29–9       | Lyoto Machida            | Decizie (split)                                  | UFC 157                                  | 23 februarie 2013  | 3     | 5:00  | Anaheim, California, SUA       |                                                                                    |
| Victorie   | 29–8       | Maurício Rua             | Decizie (unanim)                                 | UFC 139                                  | 19 noiembrie 2011  | 5     | 5:00  | San Jose, California, SUA      | Return to Light Heavyweight. Fight of the Night.                                   |
| Victorie   | 28–8       | Fedor Emelianenko        | KO (punches)                                     | Strikeforce: Fedor vs. Henderson         | 30 iulie 2011      | 1     | 4:12  | Hoffman Estates, Illinois, SUA | Heavyweight bout.                                                                  |
| Victorie   | 27–8       | Rafael Cavalcante        | TKO (punches)                                    | Strikeforce: Feijao vs. Henderson        | 05 martie 2011     | 3     | 0:50  | Columbus, Ohio, SUA            | Won the Strikeforce Light Heavyweight Championship.                                |
| Victorie   | 26–8       | Renato Sobral            | KO (punches)                                     | Strikeforce: St. Louis                   | 04 decembrie 2010  | 1     | 1:53  | St. Louis, Missouri, SUA       | Return to Light Heavyweight. Strikeforce Light Heavyweight title eliminator.       |
| Înfrângere | 25–8       | Jake Shields             | Decizie (unanim)                                 | Strikeforce: Nashville                   | 17 aprilie 2010    | 5     | 5:00  | Nashville, Tennessee, SUA      | For the Strikeforce Middleweight Championship.                                     |
| Victorie   | 25–7       | Michael Bisping          | KO (punch)                                       | UFC 100                                  | 11 iulie 2009      | 2     | 3:20  | Las Vegas, Nevada, SUA         | UFC Middleweight title eliminator. Knockout of the Night.                          |
| Victorie   | 24–7       | Rich Franklin            | Decizie (split)                                  | UFC 93                                   | 17 ianuarie 2009   | 3     | 5:00  | Dublin, Irlanda                | Light Heavyweight bout.                                                            |
| Victorie   | 23–7       | Rousimar Palhares        | Decizie (unanim)                                 | UFC 88                                   | 06 septembrie 2008 | 3     | 5:00  | Atlanta, Georgia, SUA          |                                                                                    |
| Înfrângere | 22–7       | Anderson Silva           | Submission (rear-naked choke)                    | UFC 82                                   | 01 martie 2008     | 2     | 4:52  | Columbus, Ohio, SUA            | For the UFC Middleweight Championship. Fight of the Night.                         |
| Înfrângere | 22–6       | Quinton Jackson          | Decizie (unanim)                                 | UFC 75                                   | 08 septembrie 2007 | 5     | 5:00  | Londra, Anglia                 | For the UFC Light Heavyweight Championship.                                        |
| Victorie   | 22–5       | Wanderlei Silva          | KO (punch)                                       | Pride 33                                 | 24 februarie 2007  | 3     | 2:08  | Las Vegas, Nevada, SUA         | Won the Pride Middleweight Championship.                                           |
| Victorie   | 21–5       | Vitor Belfort            | Decizie (unanim)                                 | Pride 32 – The Real Deal                 | 21 octombrie 2006  | 3     | 5:00  | Las Vegas, Nevada, SUA         | Light Heavyweight bout.                                                            |
| Înfrângere | 20–5       | Kazuo Misaki             | Decizie (unanim)                                 | Pride – Bushido 12                       | 26 august 2006     | 2     | 5:00  | Nagoya, Japonia                | Pride 2006 Welterweight Grand Prix Quarterfinal.                                   |
| Victorie   | 20–4       | Kazuo Misaki             | Decizie (unanim)                                 | Pride – Bushido 10                       | 02 aprilie 2006    | 2     | 5:00  | Tokyo, Japonia                 |                                                                                    |
| Victorie   | 19–4       | Murilo Bustamante        | Decizie (split)                                  | Pride Shockwave 2005                     | 31 decembrie 2005  | 2     | 5:00  | Saitama, Japonia               | Pride 2005 Welterweight Grand Prix Final. Won the Pride Welterweight Championship. |
| Victorie   | 18–4       | Akihiro Gono             | KO (punches)                                     | Pride Bushido 9                          | 25 septembrie 2005 | 1     | 7:58  | Tokyo, Japonia                 | Pride 2005 Welterweight Grand Prix Semifinal.                                      |
| Victorie   | 17–4       | Ryo Chonan               | TKO (punches)                                    | Pride Bushido 9                          | 25 septembrie 2005 | 1     | 0:22  | Tokyo, Japonia                 | Pride 2005 Welterweight Grand Prix Second Round.                                   |
| Înfrângere | 16–4       | Antônio Rogério Nogueira | Submission (armbar)                              | Pride Total Elimination 2005             | 23 aprilie 2005    | 1     | 8:05  | Osaka, Japonia                 | Pride 2005 Middleweight Grand Prix Opening Round.                                  |
| Victorie   | 16–3       | Yuki Kondo               | Decizie (split)                                  | Pride Shockwave 2004                     | 31 decembrie 2004  | 3     | 5:00  | Saitama, Japonia               |                                                                                    |
| Victorie   | 15–3       | Kazuhiro Nakamura        | TKO (shoulder injury)                            | Pride 28                                 | 31 octombrie 2004  | 1     | 1:15  | Saitama, Japonia               |                                                                                    |
| Victorie   | 14–3       | Murilo Bustamante        | TKO (punches)                                    | Pride Final Conflict 2003                | 09 noiembrie 2003  | 1     | 0:53  | Tokyo, Japonia                 | Pride 2003 Middleweight Grand Prix Reserve bout.                                   |
| Victorie   | 13–3       | Shungo Oyama             | TKO (punches)                                    | Pride 25                                 | 16 martie 2003     | 1     | 3:28  | Yokohama, Japonia              |                                                                                    |
| Înfrângere | 12–3       | Antônio Rodrigo Nogueira | Submission (armbar)                              | Pride 24                                 | 23 decembrie 2002  | 3     | 1:49  | Fukuoka, Japonia               |                                                                                    |
| Înfrângere | 12–2       | Ricardo Arona            | Decizie (split)                                  | Pride 20                                 | 28 aprilie 2002    | 3     | 5:00  | Yokohama, Japonia              |                                                                                    |
| Victorie   | 12–1       | Murilo Rua               | Decizie (split)                                  | Pride 17                                 | 03 noiembrie 2001  | 3     | 5:00  | Tokyo, Japonia                 |                                                                                    |
| Victorie   | 11–1       | Akira Shoji              | TKO (punches and knees)                          | Pride 14 – Clash of the Titans           | 27 mai 2001        | 3     | 3:18  | Yokohama, Japonia              |                                                                                    |
| Victorie   | 10–1       | Renzo Gracie             | KO (punch)                                       | Pride 13 – Collision Course              | 25 martie 2001     | 1     | 1:40  | Saitama, Japonia               |                                                                                    |
| Înfrângere | 9–1        | Wanderlei Silva          | Decizie (unanim)                                 | Pride 12 – Cold Fury                     | 23 decembrie 2000  | 2     | 10:00 | Saitama, Japonia               |                                                                                    |
| Victorie   | 9–0        | Renato Sobral            | Decizie (majoritară)                             | Rings: King of Kings 1999 Final          | 26 februarie 2000  | 2     | 5:00  | Tokyo, Japonia                 | Rings' King of Kings 1999 Tournament Final.                                        |
| Victorie   | 8–0        | Antônio Rodrigo Nogueira | Decizie (split)                                  | Rings: King of Kings 1999 Final          | 26 februarie 2000  | 3     | 5:00  | Tokyo, Japonia                 | Rings' King of Kings 1999 Tournament Semifinal.                                    |
| Victorie   | 7–0        | Gilbert Yvel             | Decizie (unanim)                                 | Rings: King of Kings 1999 Final          | 26 februarie 2000  | 2     | 5:00  | Tokyo, Japonia                 | Rings' King of Kings 1999 Tournament Quarterfinal.                                 |
| Victorie   | 6–0        | Hiromitsu Kanehara       | Decizie (majoritară)                             | Rings: King of Kings 1999 Block A        | 28 octombrie 1999  | 2     | 5:00  | Tokyo, Japonia                 | Rings' King of Kings 1999 Tournament 2nd Round.                                    |
| Victorie   | 5–0        | Bakouri Gogitidze        | Submission (knee to the body)                    | Rings: King of Kings 1999 Block A        | 28 octombrie 1999  | 1     | 2:17  | Tokyo, Japonia                 | Rings' King of Kings 1999 Tournament Opening Round.                                |
| Victorie   | 4–0        | Carlos Newton            | Decizie (split)                                  | UFC 17                                   | 15 mai 1998        | 1     | 15:00 | Mobile, Alabama, SUA           | UFC 17 Middleweight Tournament Final.                                              |
| Victorie   | 3–0        | Allan Goes               | Decizie (unanim)                                 | UFC 17                                   | 15 mai 1998        | 1     | 15:00 | Mobile, Alabama, SUA           | UFC 17 Middleweight Tournament Semifinal.                                          |
| Victorie   | 2–0        | Eric Smith               | Technical Submission (standing guillotine choke) | Brazil Open '97                          | 15 iunie 1997      | 1     | 0:30  | Brazilia                       | Won the Brazil Open 1997 Lightweight Tournament.                                   |
| Victorie   | 1–0        | Crezio de Souza          | TKO (punches)                                    | Brazil Open '97                          | 15 iunie 1997      | 1     | 5:24  | Brazilia                       |                                                                                    |